# Barwick (Georgia)
Barwick – miasto w Stanach Zjednoczonych, w stanie Georgia, w hrabstwie Brooks.